# Live Nation Entertainment
Live Nation Entertainment est une entreprise d'organisation et de promotion de spectacles basée à Beverly Hills en Californie avec des filiales dans plusieurs dizaines de pays. Créée en 2005 à la suite de la scission des activités de Clear Channel sous l'appellation de Live Nation, elle fusionne en 2010 avec Ticketmaster et devient Live Nation Entertainment.

## Présentation et historique

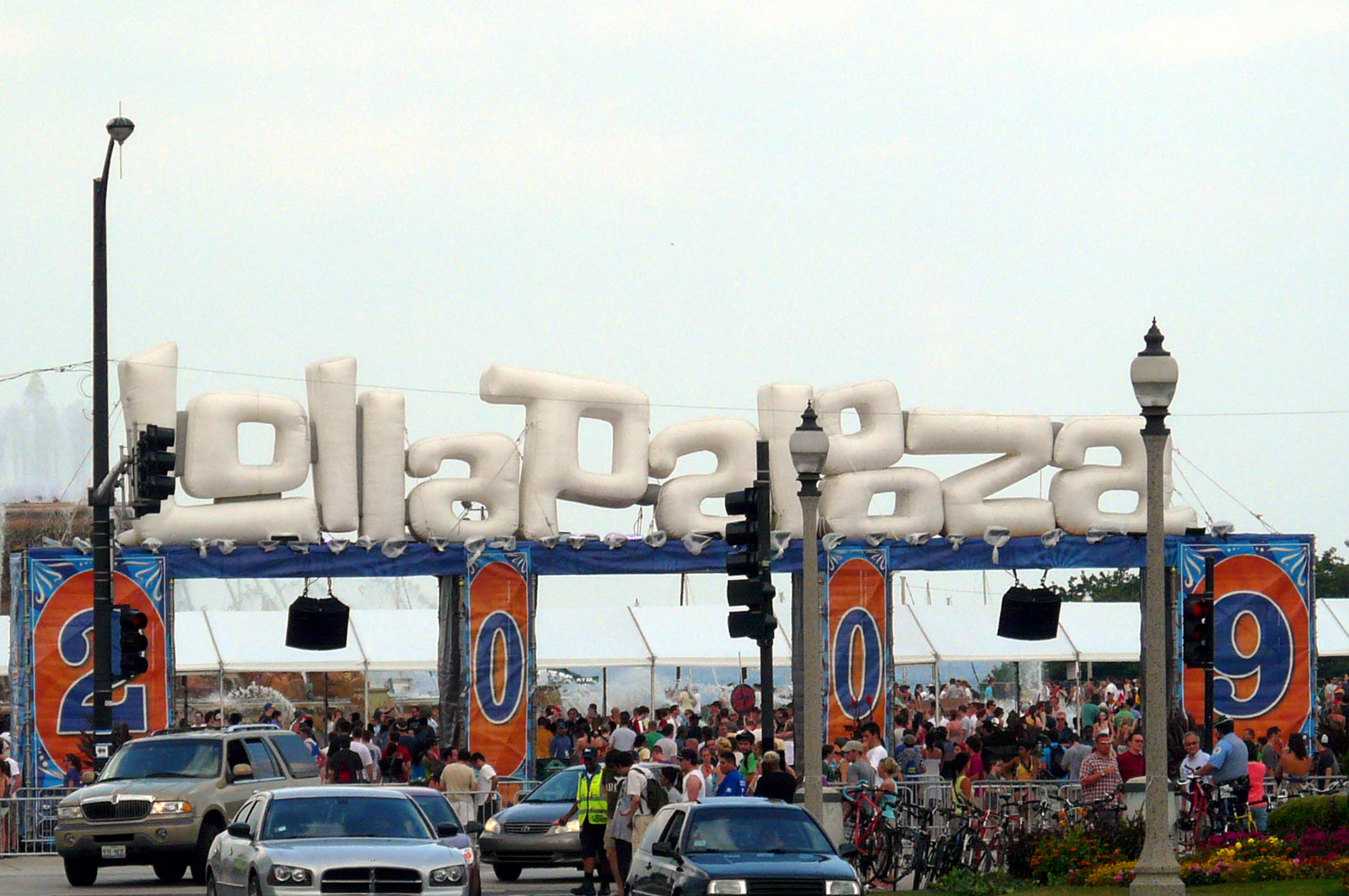
Lollapalooza (Chicago, 2009).

Au départ organisateur de concerts, Live Nation s'est transformé par des rachats successifs en société intégrée contrôlant toute la chaîne du spectacle. Ce modèle d'intégration verticale lui permet de se constituer une base de données large contenant de multiples informations à tous les niveaux, que l'entreprise exploite ou commercialise.
Live Nation exerce cinq métiers principaux avec des bureaux dans quarante pays : 
- billetterie (plus de 20 % de ses revenus, commercialisant aussi les tickets pour d'autres organisateurs et artistes)[4] ;
- gestion ou location de salles ;
- organisation de tournées (pour le compte des artistes sous contrat, mais aussi par la vente de concerts à des salles tierces) ; mais également promotion de concerts (affiches, produits dérivés, relations médias, réseaux sociaux, etc.) ; plus des deux tiers de ses revenus estimés[5]
- management, gestion d'artistes et production (environ 5 % de ses revenus estimés[5]) ;
- partenariats, 900 annonceurs travaillant avec l'entreprise (environ 4 % de ses revenus)[5].

Dès le milieu des années 2000, durant l'essor du téléchargement illégal et du streaming faisant disparaitre physiquement le disque, l'entreprise profite de l’engouement mondial pour la scène ; le public se déplace en masse pour voir les artistes en direct. Les concerts, devenus presque unique source de revenus pour les artistes, se multiplient. Live Nation achète alors en 2010 le numéro un mondial de la commercialisation de billets en ligne, Ticketmaster,.
En 2010, Live Nation organise près 100 000 spectacles (dont 21 000 concerts) dans près de quarante pays. Sept ans plus tard, ce sont environ 25 000 concerts, 75 festivals et plus de 3 000 artistes sous contrat à divers niveaux d'intervention,. 
Au cours des années ce sont au moins 250 artistes sous contrat exclusif, parmi lesquels Madonna, Shakira, le groupe U2, Lady Gaga, George Michael, Joe Cocker ou Barbra Streisand. 
Ces chiffres font de l'entreprise le leader mondial, devant son concurrent direct qu'est AEG.

### Label discographique et modèle d'intégration
Madonna signe en 2007 avec Live Nation un contrat de 120 millions de dollars, pour la production et la distribution de ses futurs albums, c'est la première artiste à avoir signé un contrat avec le label discographique, Live Nation. L'année suivante, l'entreprise américaine signe un accord avec Jay-Z et son label Roc Nation, pour 152 millions de dollars. L'accord couvre le financement des concerts, tournées et futurs albums de l'artiste pour les dix prochaines années. Ce contrat est renouvelé en 2017 pour 200 millions. Entretemps, Live Nation signe en 2012 un accord de partenariat avec Universal Music Group, pour la distribution des futurs albums. Mais son rôle est davantage celui d'un promoteur que d'un ayant droit. Pour exemple, les contrats signés avec U2 ou Madonna n'incluent pas de droits sur les prochains albums, contrairement au contrat signé avec Jay-Z ; de la même façon, Drake ou Depeche Mode choisissent de produire eux-mêmes leurs concerts sans s'occuper de l'organisation laissée à Live Nation,. L'entreprise propose en fait des contrats « à la carte » comprenant au choix la production, l'organisation des spectacles, le management, le marketing, les partenariats ; il n'y a plus que l'enregistrement des disques qui n'est plus assuré par Live Nation. Cette centralisation des prestations et services simplifie le déroulement de carrière des artistes au détriment des maisons de disques traditionnelles. Un des intérêts pour les artistes résulte de la puissance de Live Nation à l'international : un unique contrat peut supporter une tournée mondiale, les artistes ne se souciant plus des particularités de chaque pays.

### Salles de spectacles
Au 31 décembre 2010, Live Nation possède, gère ou dispose d'une part de participation dans 128 lieux dans le monde. Parmi les salles gérées figurent celles de House of Blues, société acquise en juillet 2006, The Fillmore à San Francisco, le Heineken Music Hall à Amsterdam ou l'arena O2 à Dublin. Au travers de prise de participations ou d'arrangements particuliers, Live Nation possède les droits sur la billetterie de 33 lieux comme l'Apollo Theater de New York ou la Wembley Arena de Londres.

### En France
L'entreprise américaine s'installe en France en 2007. Au départ, disposant de gros moyens financiers, elle choisit d'acheter des salles et de faire signer des contrats aux artistes. Mais cette stratégie, où elle se voit confrontée entre autres à Fimalac ou Vivendi Universal ses concurrents locaux, reste finalement décevante ; par ailleurs, celle-ci oppose une opération financière à un rapport « affectif » existant entre les artistes et leurs producteurs. Live Nation décide donc de plutôt se concentrer sur l'organisation de tournées sans chercher à gérer la totalité de leurs contrats bien qu'elle produise malgré tout une vingtaine d'artistes. Live Nation s'associe fin 2016 à Pascal Nègre et son entreprise #NP (hashtag Nègre Pascal ou Now Playing) spécialisée dans le management d'artistes et la production musicale.
Durant l'été 2017, l'entreprise fait venir 115 000 spectateurs sur la pelouse de l'hippodrome de Longchamp pour la première édition du festival international Lollapalooza, qu'elle décline déjà dans plusieurs autres pays tels le Brésil ou l'Allemagne. Cet évènement permet à Live Nation de diversifier les styles musicaux qu'elle promeut et toucher ainsi plus de personnes. Cette même année, Live Nation organise aussi les concerts de Coldplay, Depeche Mode ou U2 au Stade de France, la tournée de Christophe Willem, les concerts de La Femme ou IAM.
En France, environ 20 % de son chiffre d'affaires reste réalisé par son cœur de métier, l'organisation de concerts de vedettes anglo-saxonnes ; le reste représente 40 % pour l'organisation de tournées des artistes nationaux et le même chiffre pour les festivals ; ces festivals restent part importante dans le chiffre d'affaires de l'entreprise, le marché français étant particulièrement dynamique dans ce domaine.

## Principaux actionnaires
Au 15 mars 2020:
| Liberty Media Formula One            | 50,3% |
| The Vanguard Group                   | 6,97% |
| Lone Pine Capital                    | 6,49% |
| Canada Pension Plan Investment Board | 5,00% |
| Select Equity Group                  | 4,13% |
| Marsico Capital Management           | 3,92% |
| Findlay Park Partners                | 3,53% |
| Akre Capital Management              | 2,93% |
| SSgA Funds Management                | 2,91% |
| Capital Research & Management -GO-   | 2,78% |

## Polémiques
Live Nation est également considéré responsable du temps non respecté pour le spectacle de Madonna du jeudi 26 juillet 2012 à l'Olympia, où un showcase à but promotionnel s'est tenu en lieu et place d'un concert pourtant annoncé et vendu à prix d'or. Une fois le rideau tombé, moins de 50 minutes après le début, la grande majorité des spectateurs ont crié « Remboursez » et l'ont insultée, jugeant la prestation trop courte au vu du prix des places (de 90 à 276 €),.
Live Nation est aussi considéré responsable des événements intervenus lors du festival AstroWorld à Houston (États-Unis) lors du concert de Travis Scott le 5 novembre 2021 impliquant 10[réf. nécessaire] morts ainsi que des centaines de blessés à la suite des mouvements de foule. D’après plusieurs enquêtes, Live Nation aurait vendu beaucoup plus de places que l’espace permettait d’accueillir de festivaliers, au total 50 000 billets ont été vendus pour une scène pouvant accueillir 35 000 personnes. Plusieurs milliers de personnes sans billet étaient également présentes pour assister au concert.